# سيسيل بيري
سيسيل بيري (بالإنجليزية: Cecil Perry)‏ (3 مارس 1846 في أستراليا - 4 أغسطس 1917 في نيوزيلندا) هو لاعب كريكت أسترالي. لعب مع فريق تسمانيا للكريكت وفريق كانتربري للكريكت ‏.

## وصلات خارجية
- سيسيل بيري على موقع إي آس بي آن كريك إنفو (الإنجليزية)